# Acrossocheilus malacopterus
Acrossocheilus malacopterus és una espècie de peix cipriniforme de la família dels ciprínids.

## Morfologia
Els mascles poden assolir els 15,3 cm de longitud total.

## Distribució geogràfica
Es troba a la Xina (Yunnan, Guangdong, Guangxi i Guizhou).